# تلبا (قلعة خواجة)
تلبا (بالفارسية: طالپا) هي منطقة سكنية تقع في إيران في قسم قلعة خواجة الريفي. يقدر عدد سكانها بـ 369 نسمة بحسب إحصاء 2016.